# 道の駅しんごう
道の駅しんごう（みちのえき しんごう）は、青森県三戸郡新郷村にある国道454号の道の駅である。愛称は間木ノ平グリーンパーク。1994年（平成6年）に道の駅に登録された。

## 施設
施設は国道を挟んで2つのエリアに分かれる。
- 駐車場
  - 普通車：216台
  - 大型車：9台
  - 身障者用：2台
- トイレ
  - 男：大 1器（1器）、小 27器（2器）
  - 女：20器（2器）
  - 身障者用：2器（2器）
- 公衆電話：1台
- 農産物直売所（9:00 - 17:00）
- レストラン（9:00 - 17:00）
- グリーンファームふれあい牧場（9:00 - 17:00）
- 遊戯施設
  - ゴーカート場（9:00 - 17:00）
  - ローラースケート場
- オートキャンプ場
- ハーブ園（9:00 - 17:00）

## 休館日
- 毎週水曜日（夏休み期間は無休）
- 11月上旬 - 4月下旬（冬季閉鎖）

## アクセス
- 国道454号